# フリーダムのピチカート・ファイヴ
『フリーダムのピチカート・ファイヴ』（sister FREEDOM tapes）は1996年6月21日に発売されたピチカート・ファイヴ通算2作目のミニ・アルバム。

## 解説
- CDとアナログ盤、2形態で発売。
- それぞれ収録曲数と一部の曲のエディットが異なっている。
- 「パッシング・バイ」はザ・ビーチ・ボーイズのカバー。

## CD収録曲
1. エアプレイン’96 airplane [4:32]
  - 詞／曲／編曲：小西康陽
2. ドミノ domino [2:59]
  - 詞／曲／編曲：小西康陽
3. 雪漫々 snowflakes [2:23]
  - 詞／曲／編曲：小西康陽
4. チキン・カレー chicken curry and rice [2:28]
  - 詞／曲／編曲：小西康陽
5. ミニ・クーパー mini cooper [1:34]
  - 詞／曲／編曲：小西康陽
6. Holger & Marcus Holger & Marcus [2:28]
  - 曲／編曲：小西康陽
7. コーンフレイクス cornflakes [2:10]
  - 詞／曲／編曲：小西康陽
8. 子供たちの子供たちの子供たちへ to our chidren's children's children [4:19]
  - 詞／曲／編曲：小西康陽
9. パッシング・バイ passing by [2:24]
  - 詞／曲：ブライアン・ウィルソン　編曲：小西康陽

## アナログ盤

### A面
1. エアプレイン’96 airplane [4:33]
2. パッシング・バイ passing by [4:53]
3. ドミノ domino [2:59]

### B面
1. Martin & James Martin & James [2:50]
  - 詞／曲／編曲：小西康陽
  - ※アナログ盤のみ収録
2. Holger & Marcus Holger & Marcus [2:29]
3. 雪漫々 snowflakes [3:13]
4. 子供たちの子供たちの子供たちへ to our chidren's children's children [4:19]